# Поликарп II Византийски
Поликарп II (на гръцки: Πολύκαρπος Β΄; на латински: Polykarp II) е епископ на Византион от 141 до 144 г. Поликарп е погребан, както и неговите предшественици, в мраморен саркофаг. Негов наследник става Атенодор.
.